# Antonio Caballero de Santa María
Antonio Caballero de Santa María  (né le 20 avril 1602 à Baltanás et mort le 13 mai 1669 à Canton) est un missionnaire franciscain espagnol.

## Biographie
Originaire de Baltanás (diocèse de Palencia), Antonio Caballero entre chez les franciscains déchaussés de la Province de San Pablo au couvent du Calvaire à Salamanque. Il est envoyé aux Philippines, où il devient professeur de théologie et enseigne le scotisme. Il se rend ensuite en mission en Chine. Il a publié un grand nombre d'ouvrages sur la conversion des Chinois et sur leur pensée morale, une apologie de Duns Scot, qu'il avait envoyée au couvent de Goa, ainsi que de discours théologiques sur la vision de l'essence divine qu'eut la Vierge Marie.